# Finsbury Circus

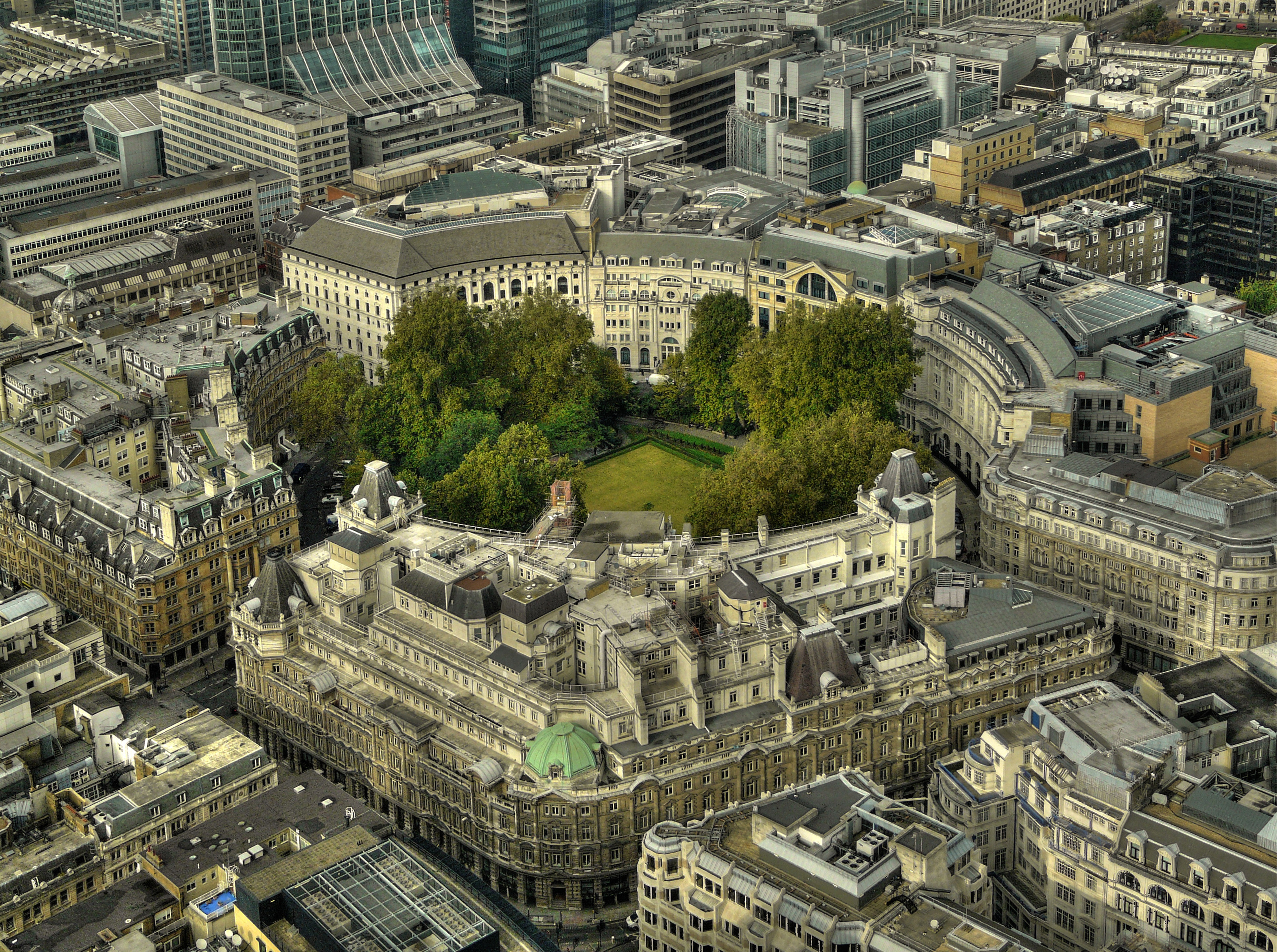
Finsbury Circus im Jahr 2008 vom Tower 42 im Südosten des Platzes gesehen

Finsbury Circus ist ein ovaler Platz in der Londoner City, nördlich der London Wall. In der Mitte des Platzes befindet sich eine 2,2 ha große und im English Heritage Register of Historic Parks and Gardens eingetragene öffentliche Parkanlage. Aufgrund von Bauarbeiten für die neue, hier unterirdisch geführte Eisenbahnstrecke Crossrail ist der Park allerdings seit März 2010 für circa sieben Jahre größtenteils nicht zugänglich.
Der Finsbury Circus wurde 1814 auf der Stelle errichtet, wo zuvor das Bethlem Royal Hospital gestanden hatte. Der Platz wird verkehrsmäßig von drei Zubringerstraßen aus östlicher, südlicher und westlicher Richtung erschlossen. Am östlichen Eingang zum Platz befanden sich gegenüberliegend zwei Kirchen: die Finsbury Chapel sowie die römisch-katholische Kirche St Mary Moorfields, in deren Gruft Carl Maria von Weber von 1826 bis zu seiner Überführung nach Dresden 1844 bestattet war.

Stadtplan mit dem Finsbury Circus, um 1872

Da nach der Reformation des 16. Jahrhunderts in England innerhalb der Stadtmauern (dem „wall“) von London nur die Church of England Kirchen unterhalten durfte, war das Gebiet um den Finsbury Circus bis zum gegen Ende des 19. Jahrhunderts eintretenden Rückgang der Wohnbevölkerung des Stadtviertels zu Gunsten von gewerblichen Ansiedlungen ein bevorzugter Ansiedlungsort anderer Glaubensgemeinschaften. Im Laufe des 19. Jahrhunderts befanden sich am Rande des Circus bzw. an den diesen unmittelbar umgebenden Straßen die presbyterianische Albion Chapel, eine unitarische Kirche, eine Kirche walisischer Baptisten, eine Kirche einer Abspaltung aus der presbyterianischen Gemeinde (Finsbury Chapel) und die römisch-katholische Kirche St Mary Moorfields, ferner noch eine Synagoge. Von all diesen Kirchen existiert heute lediglich, nach Neubau eines kleineren Kirchengebäudes an der Eldon Street, die Kirche St Mary Moorfields.
Im 19. Jahrhundert war der Finsbury Circus außerdem ein bevorzugter Ansiedlungsort der Ärzteschaft. Von 1823 bis 1899 befand sich in der unmittelbaren Nähe des Platzes, gleich neben der Kirche St Mary Moorfields an der Blomfield Street, eine Vorgängerinstitution des Moorfields Eye Hospital.
In der zweiten Hälfte des gleichen Jahrhunderts hatte das französische Generalkonsulat im Vereinigten Königreich seinen Sitz unter der Anschrift 38, Finsbury Circus.
Seit 1925 befindet sich in der Parkanlage ein Bowling Green. Es ist das einzige der City.
Der Platz bildet mit Teilen der angrenzenden Straßenzüge den Denkmalschutzbezirk namens Finsbury Circus Conservation Area. Dieser wird von den Straßen London Wall im Süden, Moorgate im Westen, Eldon Street im Norden und Blomfield Street im Osten begrenzt.

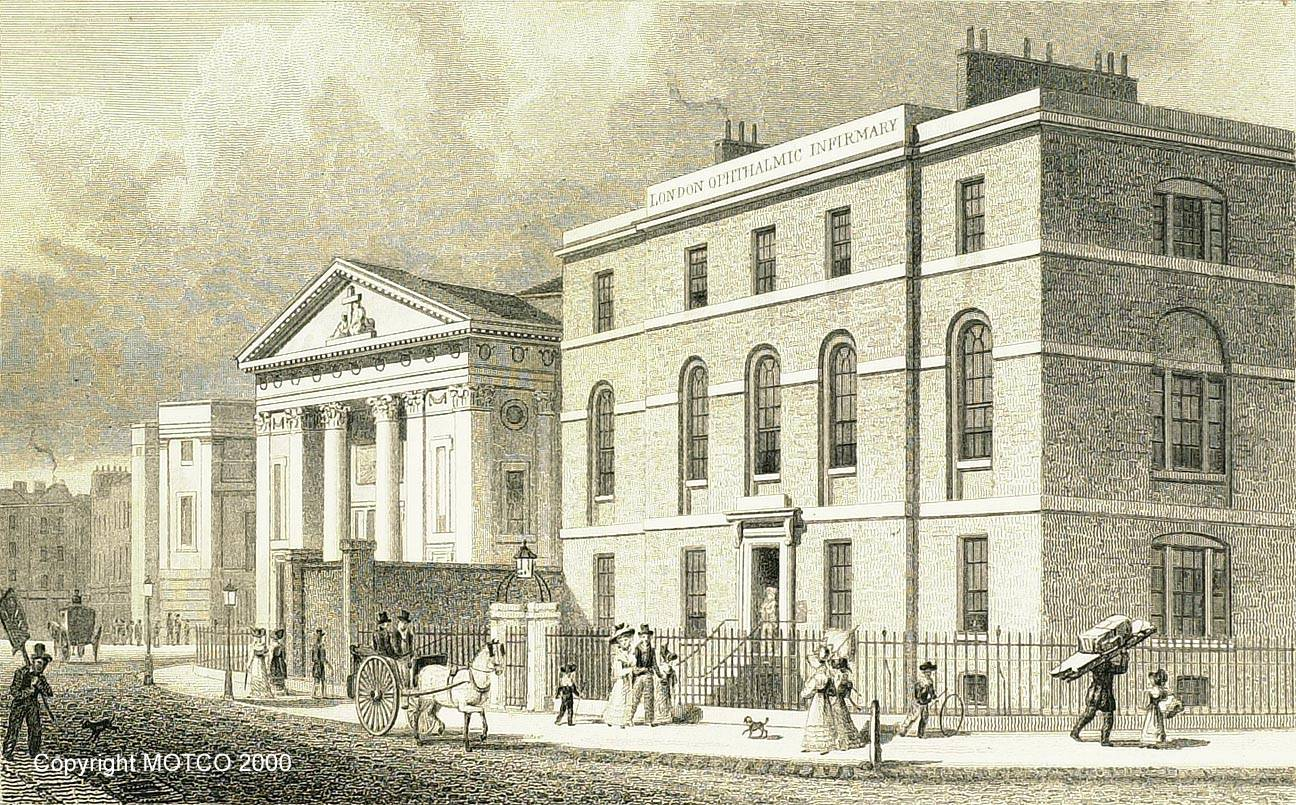
London Ophthalmic Infirmary
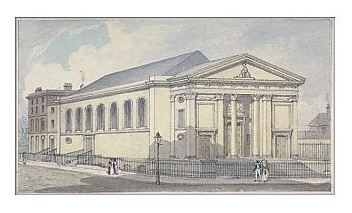
St Mary Moorfields
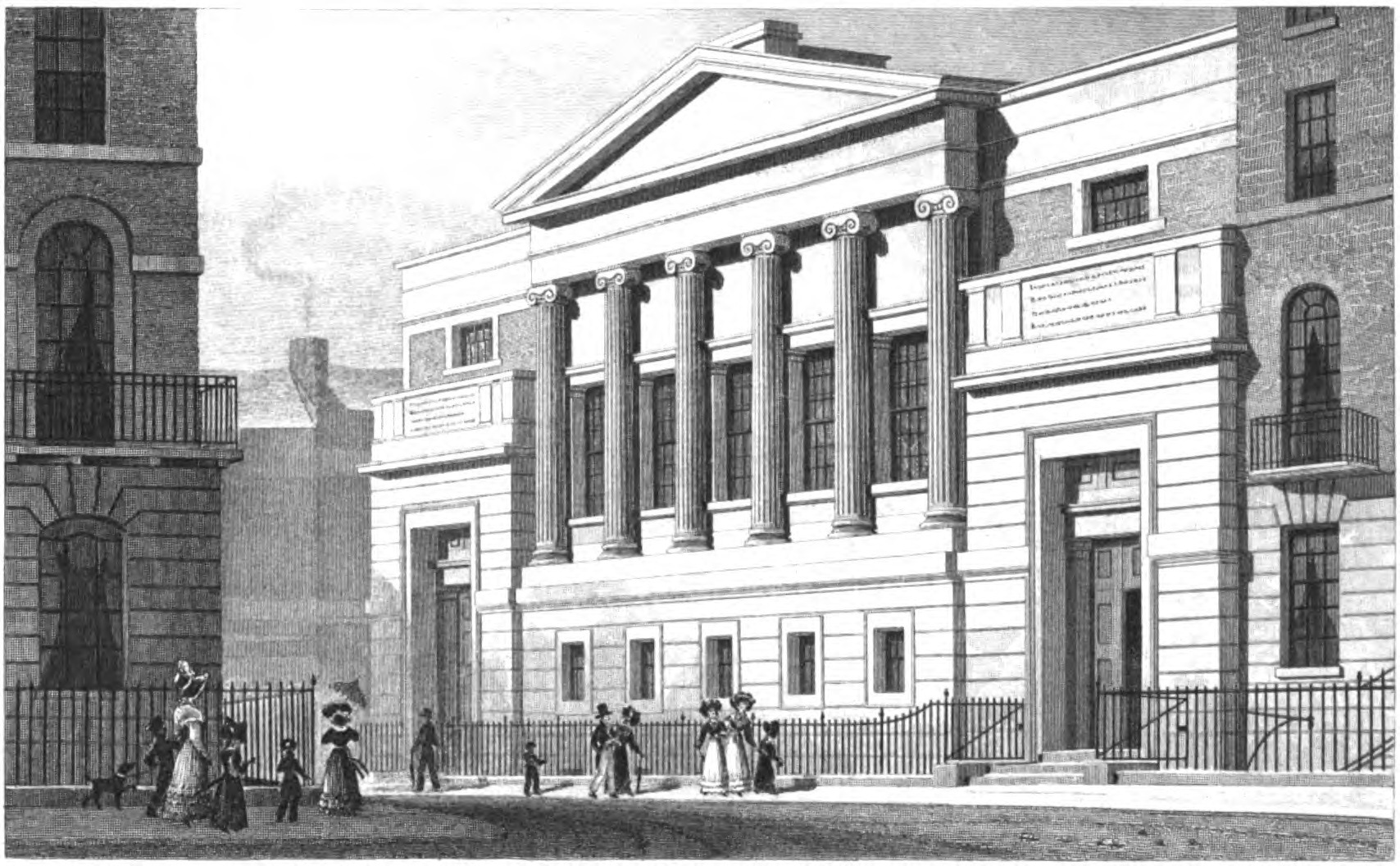
Finsbury Chapel
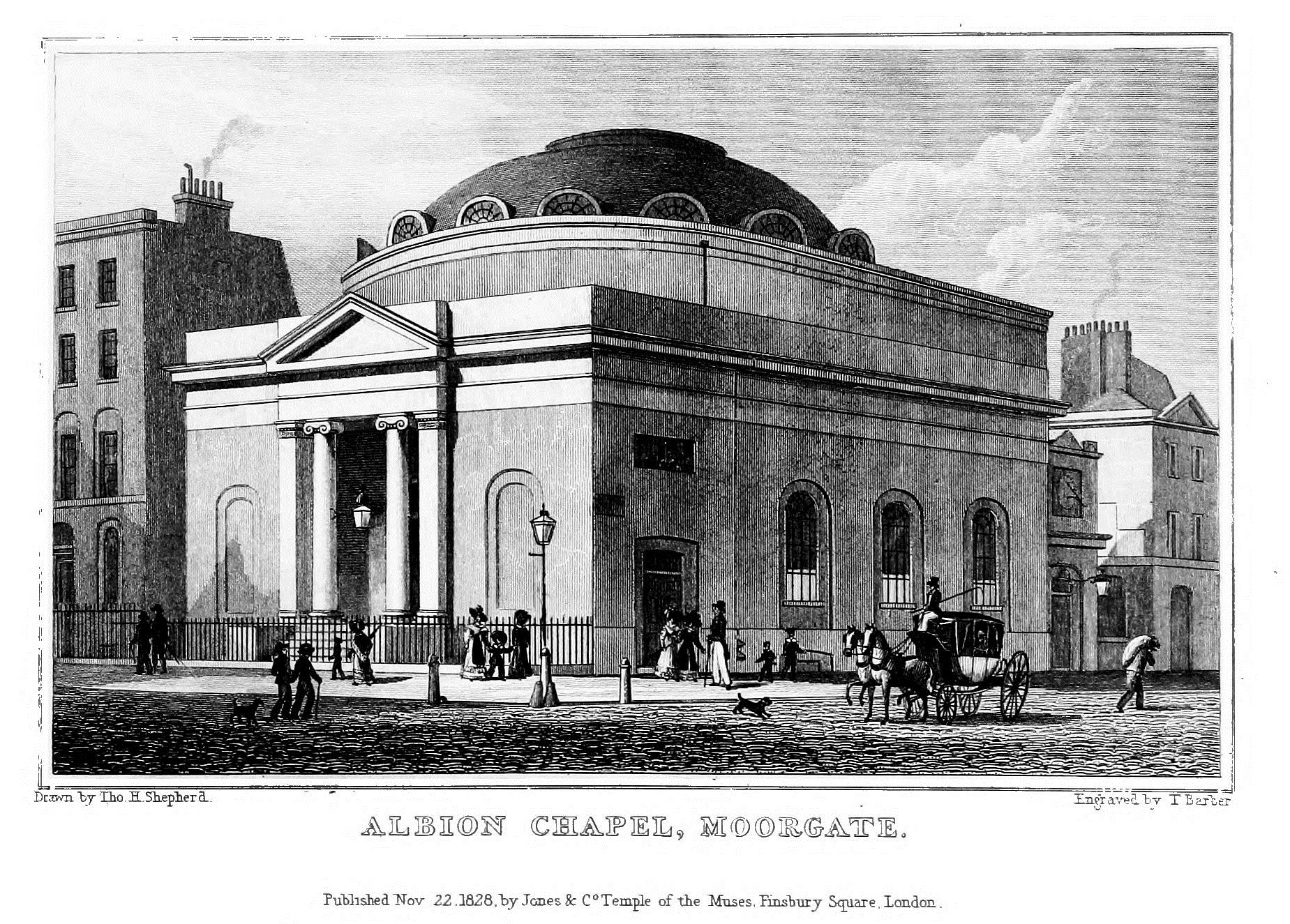
Albion Chapel
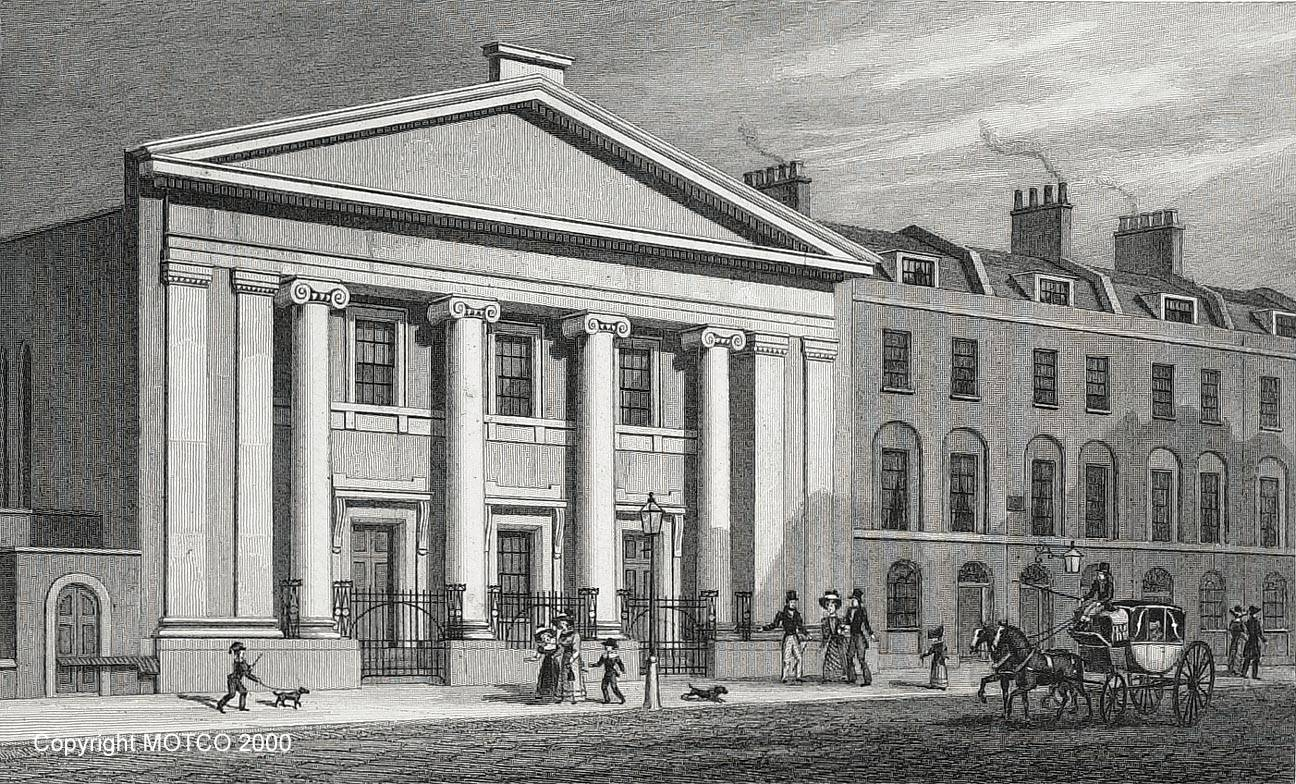
South Place Chapel
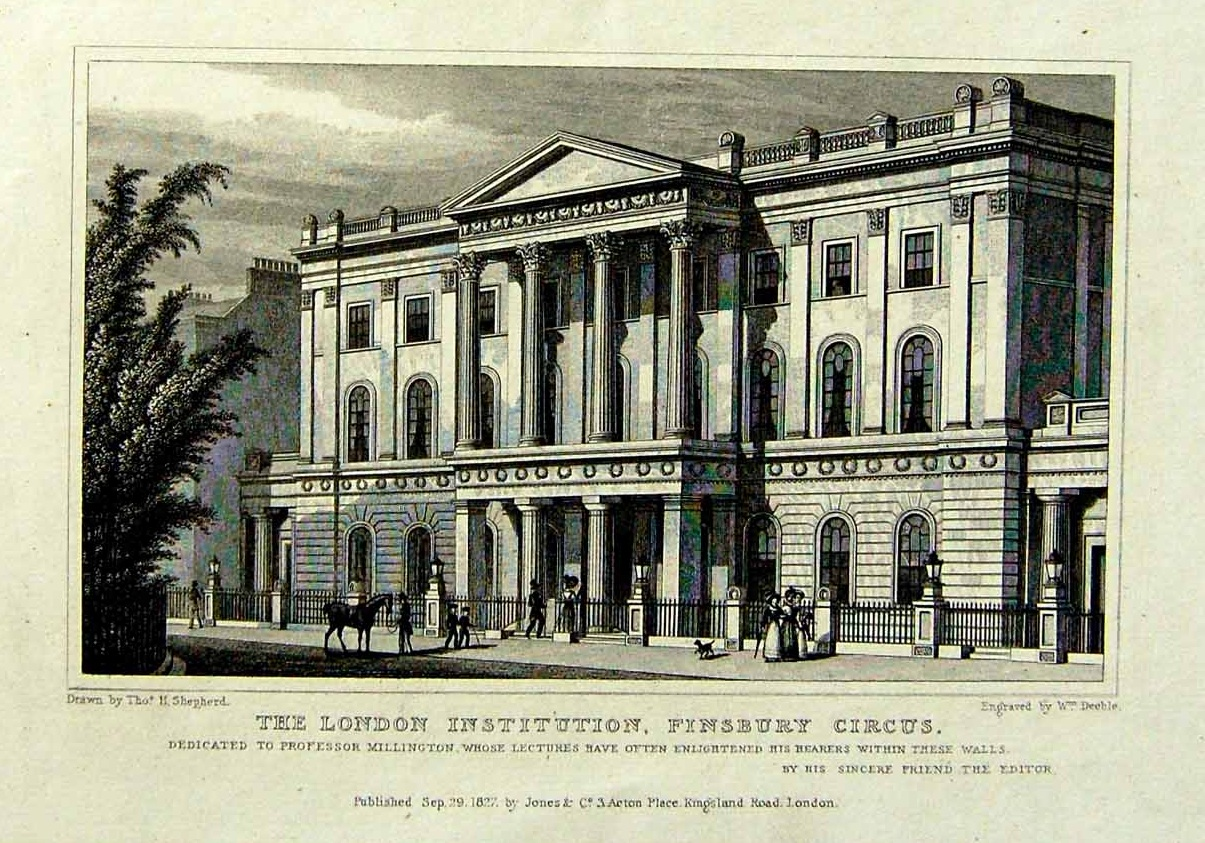
London Institution